# Филипп (Рябых)
Архимандрит Фили́пп (в миру Ю́рий (Гео́ргий) Анато́льевич Рябы́х; 23 января 1977, Липецк, СССР) — священнослужитель Русской православной церкви, архимандрит; член Межсоборного присутствия Русской православной церкви (с 27 июля 2009 года). С 22 марта 2011 года — настоятель прихода Всех Святых в Страсбурге, представитель Московского Патриархата при Совете Европы.

## Биография
В 1984 году поступил в первый класс средней школы № 14 г. Липецка. С 1985 год по 1994 год обучался в школе № 1 г. Липецка, которую закончил с отличием. В 1994 году поступил в Московский институт международных отношений МИД России, который окончил в 1998 году со степенью бакалавра по программе «Международные отношения». С 1998 по 1999 года обучался в Университете Сорбонна-Париж-IV (Франция), получил степень специалиста (DEA) по направлению «Новая и новейшая история». В 1999 поступил в магистратуру МГИМО МИД России, которую закончил в 2001 году с дипломом магистра по специальности «Политология. Международные отношения». В 2005 году окончил Смоленскую духовную семинарию. 21 сентября 2005 года в МГИМО защитил диссертацию «Участие Русской Православной Церкви в политическом процессе современной России» на соискание учёной степени кандидата политических наук.
28 августа 2005 года митрополитом Смоленским и Калининградским Кириллом рукоположён целибатом в диакона, 16 октября 2005 года — во священника.
В 2007 году был назначен исполняющим обязанности секретаря ОВЦС МП по взаимоотношениям Церкви и общества.
В 2008 году окончил Московскую духовную академию.
10 декабря 2008 года решением Священного синода включён в состав комиссии по подготовке Поместного собора Русской православной церкви, прошедшего 27 по 28 января 2009 года.
15 апреля 2009 года в Храме Христа Спасителя Патриархом Кириллом возведен в сан протоиерея.
16 июля 2009 года в Троицком соборе Троице-Сергиевой лавры пострижен в иночество архиепископом Волоколамским Иларионом (Алфеевым) с наречением имени в честь святителя Филиппа, митрополита Московского.
С 31 марта 2009 года по 22 марта 2011 года — заместитель председателя ОВЦС. Курировал вопросы диалога Церкви с государственными учреждениями, институтами гражданского общества в странах дальнего зарубежья, а также правительственными и неправительственными международными организациями, включая организации соотечественников.
27 июля 2009 года решением Священного Синода Русской православной церкви включён в состав член Межсоборного присутствия Русской православной церкви.
С 22 декабря 2009 года клирик храма иконы Божией Матери «Всех скорбящих Радость» (Спаса Преображения) на Большой Ордынке (Москва).
25 января 2010 года в день памяти святой мученицы Татианы, небесной покровительницы российского студенчества, за Божественной литургией в домовой церкви святой мученицы Татианы Московского государственного университета имени М. В. Ломоносова патриархом Кириллом возведён в сан игумена за усердное служение Церкви Божией.
19 ноября 2010 года в Московской духовной академии защитил диссертацию «Богословско-философские основания воззрений святого Патриарха Константинопольского Фотия на устроение государства в послании к князю Михаилу Болгарскому о должности княжеской» на звание кандидата богословия.
22 марта 2011 года решением Священного синода назначен представителем Московского патриархата и настоятелем ставропигиального прихода Всех святых в Страсбурге с поручением ему представлять позицию Московского патриархата в Совете Европы. 21 октября 2016 года решением Синода назначен по совместительству исполняющим обязанности представителя Русской православной церкви при европейских международных организациях.
26 мая 2019 года в храме Всех святых в Страсбурге патриархом Кириллом возведён в сан архимандрита.

## Награды
- Благодарность Президента Российской Федерации (20 июля 2011 года) — за заслуги в развитии духовной культуры и укрепление дружбы между народами[11][12]
- Орден преподобного Нестора Летописца I степени (11 июля 2012 год)[13]

## Публикации
статьи
- Внешнеполитические ориентиры Русской православной церкви (1991—2000) // Pro et Contra (Москва). — 2001. — Т. 6. — № 4 (Осень). — С. 118—135.
- Политические партии России и Русская Православная Церковь // Полития. 2004. — № 1. — C. 124—148
- Необычная Франция или новое обретение главы святого Иоанна Предтечи // Встреча. 2004. — № 1 (17). — C. 48-51
- Участие Русской Православной Церкви в политическом процессе современной России // Церковь и время. 2004. — № 2 (27) — С. 41-74
- Состоится ли возвращение атеизма в российскую школу? // Церковь и время. 2005. — № 3 (32). — С. 51-70.
- Свобода как христианская категория // Церковь и время. 2006. — № 2 (35). — С. 163—168.
- Тело помогает человеку в созидании души // Фома. 2007. — № 6 (50). — С. 36.
- Начать новый этап дискуссии // Фома. — 2008. — № 1 (57). — С. 8-9.
- Богословский подход к правам человека // bogoslov.ru, 7 февраля 2008
- Русская Православная Церковь в системе современных международных отношений // Полис. Политические исследования. 2008. — № 2. — C. 23-37.
- По законам здоровой жизни // Фома. 2008. — № 7 (63). — С. 103.
- К вопросу о политической традиции православия: Патриарх Константинопольский Фотий и его послание князю Болгарскому Михаилу о должности княжеской // Полития. 2011. — № 2 (61) — С. 31-36
- Политика и православие в произведениях патриарха Константинопольского Фотия // Вестник МГИМО-Университета. 2011 — № 2 (17) — С. 251-258.
- Европейский суд по правам человека принял решение, игнорирующее канонические нормы Румынской Православной Церкви и противоречащее национальному законодательству Румынии о культах // православие.ru, 8 марта 2012
- «Мы становимся свидетелями троллинга в отношении религиозных общин» // православие.ru, 5 сентября 2012
- Гражданская симфония звучит по-новому // НГ-Религии, 05.12.2012
- Официальный ответ Русской Православной Церкви на письмо Александра Проханова по поводу оценки личности Сталина // О Ленине, Сталине и «православных коммунистах» / сост. Е. А. Зубова. — Орёл, 2016. — 240 с. — (Спасательный круг). — ISBN 9785906549556.

интервью
- Священник Георгий Рябых: «Необходимо восстановление исторической справедливости» // Информационно-аналитическое издание фонда исторической перспективы «Столетие». 01.02.2008
- Не отмежевавшись от злодеяний советской эпохи, мы легко можем их повторить // Интерфакс-Религия, 15 июля 2008
- Правительство должно разработать законопроект об ограничении эротики в СМИ // Интерфакс-Религия, 5 ноября 2008
- Отсутствие госфинансирования работы Церкви с соотечественниками за границей — это дискриминация // Интерфакс-Религия, 25 июня 2009
- Игумен Филипп: «Нужно отстаивать правду твердо, непреклонно, но спокойно и мирно» // Информационно-аналитическое издание фонда исторической перспективы «Столетие», 24.11.2011
- Представитель РПЦ в СЕ: нарастает вмешательство в мир верующих // РИА Новости, 12 октября 2012
- Совет от Бога. Что делает Русская Православная Церковь в Совете Европы. Беседа с игуменом Филиппом (Рябых), главой Представительства Московского Патриархата при Совете Европы, настоятелем храма Всех святых в Страсбурге. Беседовала Алла Митрофанова. // Фома. 2013. — № 1 (117). — С. 72-77.
- Представитель РПЦ: легализация нетрадиционных семей — модная утопия // РИА Новости, 5 июля 2013
- Представитель РПЦ в Страсбурге: нужны новые связи с обществом // РИА Новости, 13 декабря 2013
- В Европе становится небезопасно иметь моральные убеждения и высказывать их // pravoslavie.ru, 27 марта 2014
- В 2015 году права православных чаще всего нарушались на Балканах и Украине // Интерфакс-Религия, 22 июня 2016
- Ольга Липич Представитель РПЦ: русский храм в Страсбурге строится, несмотря на санкции // РИА Новости, 7 июля 2017